# ادوارد اندروز
ادوارد اندروز (انگلیسی: Edward Andrews؛ ۹ اکتبر ۱۹۱۴ – ۸ مارس ۱۹۸۵) یک هنرپیشه اهل ایالات متحده آمریکا بود.
از فیلم‌ها یا برنامه‌های تلویزیونی که وی در آن نقش داشته‌است می‌توان به لباس پاره‌پوره، شما او را می‌بینید، چارلی و فرشته و شب گرم تابستان  اشاره کرد.

## مرگ
اندروز در خانه خود دچار حمله قلبی شد.  او به بیمارستان سانتا مونیکا منتقل شد و درگذشت.  